# Fjodor II. Borisovič
Fjodor II. Borisovič (rusky: Фёдор II Бори́сович Годуно́в) (1589 – 20. června 1605) byl ruský car v roce 1605. Doba jeho vlády je nejkratší v historii Ruska – trvala pouhých 49 dní.

## Dětství a výchova
Fjodor Borisovič se narodil v Moskvě jako syn a následník Borise Godunova. Jeho matkou byla jedna z dcer Maljuty Skuratova, neblaze proslulého oblíbence cara Ivana Hrozného. Nedlouho po Fjodorově narození se jeho otec stal faktickým jediným vládcem státu. Velmi záhy, počínaje lety 1594—95, začaly být pocty, rovné carským, prokazovány i malému Fjodoru Borisoviči („podepisoval“ se v listech společně s otcem, jeho jméno se objevovalo při ceremoniálech přijímání poslů, jeho jménem byly udíleny diplomatické dary). Historik S. F. Platonov se domnívá, že toto vyzdvihování mělo souvislost s úmrtím dcery Fjodora I., Feodosije Fjodorovny (25. května
1592 – 25. ledna 1594), které znamenalo konec moskevských Rurikovců, takže Borisova dynastie se mohla stát nástupcem Fjodora I.
Po nástupu otce na trůn v roce 1598 se Fjodor Borisovič stal carevičem a následníkem trůnu a účastnil se slavnostního vstupu otce do hlavního města (30. dubna). V roce 1599 desetiletý carevič vlastnoručním dopisem seznámil mnichy Svatotrojického kláštera o nemoci otce, který k nim proto nemohl přijet.
Fyzicky statný chlapec, velmi svým otcem milovaný, získal pro tehdejší dobu nejlepší možné vzdělání, které z něj mělo učinit osvíceného monarchu. (Sám Boris Godunov byl gramotný, ale knižní vzdělání neměl.) Bývá nazýván „prvním plodem evropské výchovy v Rusku“. Přesto opozice rozšířila v Rusku i za hranicemi pověsti o Fjodorově churavosti a slaboduchosti.
Fjodor byl od dětství zasvěcován do všech detailů vlády; regulérně zasedal v Bojarské Dumě a přijímal posly (mezi jinými i nápadníky své sestry Xenie (Gustava Švédského a Johanna Schleswig-Holstein), účastnil se zahraničních cest, soudních jednání i charitativní činnosti svého otce (konkrétně v době hladomoru v letech 1601—1603; už od devíti let měl vlastní státní pečeť. První ruská (tj. Rusem, v Rusku vytvořená) mapa Ruska byla jeho dílem a dochovala se dodnes.
Když se přiblížila Fjodorova dospělost, začal mu otec hledat nevěstu (a současně i ženicha pro dceru Xenii) v pravoslavné Gruzii, v carství Kartli. Dvořan Michail Tatiščev měl v květnu 1604 za úkol přivézt do Moskvy desetiletou princeznu Jelenu, dceru kartlijského cara Jiřího X., a také přesvědčit Jiřího, aby přešel do ruského poddanství. Jiří dal přísahu, ale do Moskvy propustil pouze syna, careviče Chozdroje, který se měl stál Xeniiným manželem. Jelenu u sebe ponechal do dalšího ruského poselství; toho se však již nedožili ani Boris Godunov, ani Fjodor. Vedle toho je známo, že v roce 1603 anglická královna Alžběta I. nabízela Fjodorovi ruku jedenáctileté urozené Angličanky, věc však ztroskotala pro brzkou smrt Alžbětinu.

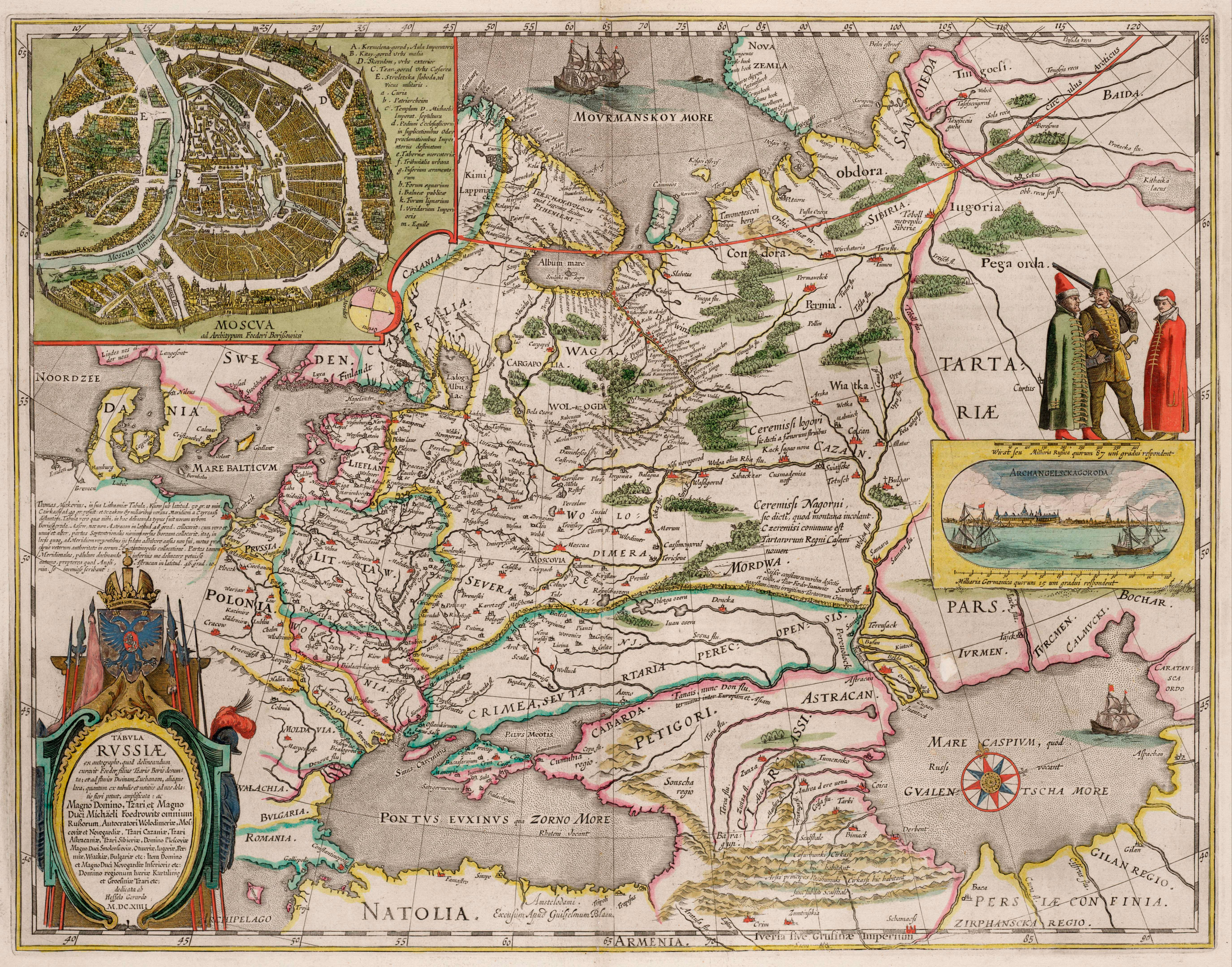
Mapa Ruska Fjodora Godunova, vydaná v Amsterodamu

## Mapa Ruska
Carevič Fjodor vešel do historie ruské kartografie: on sám sestavil nebo pod jeho vedením byla sestavena jedna z vůbec prvních ruských map Ruska Mapa byla vydána v Amsterodamu v roce 1613; toto vydání je bibliografická vzácnost. O rok později, v roce 1614 vyšlo druhé vydání s opravami a doplňky. List zahrnuje i vložku s plánem Moskvy; mínění historiků se liší v tom, lze-li careviči připsat i tento plán.

## Nástup na trůn, svržení a smrt

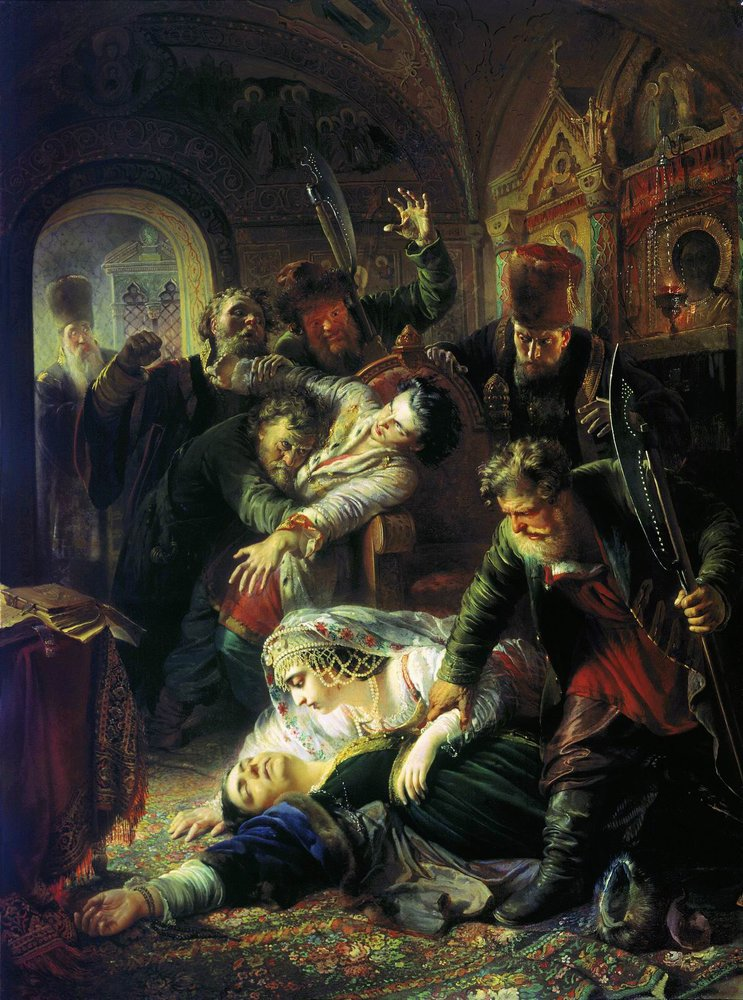
Vražda Fjodora Godunova a jeho matky. Obraz K.E. Makovského z roku 1862

Po nečekané předčasné smrti svého otce 13. dubna 1605 byl prohlášen ve věku šestnácti let carem. Třebaže jeho otec připravoval Fjodorovi následnictví, takže syn byl obklopen mocnými a oddanými přáteli, od prvního okamžiku panování se ocitl v atmosféře zrady. Bojaři nového cara neuznali. Basmanov, Golicyn, Saltykov, Pleščejev a ostatní proti novému carovi otevřeně vystoupili. Dne 1. června 1605 poslové nepravého cara, Lžidimitrije I., přibyli do Moskvy, aby ho svrhli; listy, které veřejně četli na Rudém náměstí, rozhodly o jeho Fjodorově osudu. Skupina bojarů, málo ochotných složit přísahu věrnosti novému carovi, se dostala do Kremlu a mladého cara uvěznili.
20. června byl Fjodor ve svých komnatách společně se svou matkou zardoušen. Jako oficiální příčina smrti se uváděla otrava, ale švédský historik Peter Petreius uvádí, že těla, která mohla být ohledána, nesla známky mocného škrcení. Těla Fjodora a Marie Godunovových byla — spolu se z hrobu vyvlečeným tělem Borise Godunova — pochována na příkaz Lžidimitrije bez jakýchkoli poct v druhořadém moskevském ženském Varsonofjevském klášteře, V roce 1606 podle nařízení cara Vasilije Šujského byly ostatky rodiny Godunovových slavnostně přeneseny do Svatotrojického kláštera, kde spočívají dodnes.